# 아라이 마사루
아라이 마사루(일본어:  新井 優 , 1952년~)는 일본의 아마추어 천문학자이다. 의학 박사로, 사이타마현 출신이다.